# Obština Văršec
Obština Văršec (bulharsky Община Вършец) je bulharská jednotka územní samosprávy v Montanské oblasti. Leží na severozápadě Bulharska. Sídlem obštiny je město Văršec, kromě něj zahrnuje obština 8 vesnic. Žije zde přes 7 tisíc stálých obyvatel.

## Sídla
| - Čerkaski - Dolna Bela Rečka - Dolno Ozirovo - Draganica | - Gorna Bela Rečka - Gorno Ozirovo - Klisurski Manastir | - Spančevci - Stojanovo - Văršec (sídlo správy) |

## Sousední obštiny
| Růžice kompasu | Berkovica      |       | Krivodol | Růžice kompasu |
| Růžice kompasu |                | Sever | Vraca    | Růžice kompasu |
| Růžice kompasu | Obština Văršec |       | Vraca    | Růžice kompasu |
| Růžice kompasu | Jih            |       | Vraca    | Růžice kompasu |
| Růžice kompasu | Godeč          | Svoge |          | Růžice kompasu |

## Obyvatelstvo
V obštině žije 7 141 stálých obyvatel a včetně přechodně hlášených obyvatel 8 369. Podle sčítání 1. února 2011 bylo národnostní složení následující:
- Bulhaři: 6 342 (82.0 %)
- Romové: 1 348 (17.4 %)
- Turci: 4 (0.1 %)
- ostatní: 44 (0.6 %)